# Torino Esposizioni
Het Torino Esposizioni is een stadion in Turijn en diende als een van de twee accommodaties voor het ijshockey tijdens de Olympische Winterspelen 2006 en als stadion voor het ijssleehockey tijdens de Paralympische Winterspelen 2006.
De accommodatie bevindt zich in het Giovanni Agnelli Pavilion en biedt plaats aan 6165 toeschouwers. Buiten het ijshockey en het ijssleehockey wordt het stadion eveneens gebruikt voor vakbeurzen.
- Virtual International Authority File: 823145858089923021915